# 宮崎県総合運動公園第二硬式野球場
宮崎県総合運動公園第二硬式野球場（みやざきけんそうごううんどうこうえん・だいにこうしきやきゅうじょう）は、宮崎県宮崎市の宮崎県総合運動公園内にある野球場。愛称はひむかスタジアム。施設は宮崎県が所有し、宮崎県スポーツ施設協会が指定管理者として運営管理を行っている。

## 歴史
宮崎県総合運動公園内に宮崎市営野球場（みやざきしえいやきゅうじょう）として1974年に完成。読売ジャイアンツ（巨人）の春秋に開催されるキャンプのメイン球場として使用されていたが、2001年に宮崎県総合運動公園硬式野球場（サンマリンスタジアム宮崎）が完成したのに伴い、メインはサンマリンに移った。さらに宮崎市生目の杜運動公園野球場（アイビースタジアム）が完成したのに伴って、2004年4月に市営球場は県に移管した上で現名称に改称。同時に宮崎県の古名「日向国（ひむかひのくに）」に由来する愛称「ひむかスタジアム」が付与された。
この巨人をはじめ、宮崎県内では複数のプロ球団がキャンプを実施しているが、旧市営球場の頃はオープン戦・公式戦といった対外試合とはほとんど縁がなかった。オープン戦は毎年2月最終週の週末に巨人主催で1試合開催されていたが、サンマリン完成と同時にオープン戦はサンマリンでの開催となった。また、旧市営球場時代に開催された公式戦は通算僅か1試合しかなく、1989年6月24日の福岡ダイエーホークス対ロッテオリオンズ戦（翌25日と26日の鹿児島県立鴨池野球場との2連戦として開催）が唯一である。
読売ジャイアンツ2軍の宮崎キャンプ・メインスタジアム（練習場）として使用されており、早朝からの特守などにも使用されている。また、高校野球の公式戦にも使用されている。外野は天然芝である。ブルペンは球場外の左中間方向後方に大型のものが存在する。
九州アジアリーグの宮崎サンシャインズが、2024年のホーム開幕カードを当球場で実施する予定である。

## 命名権
2014年10月から2019年9月までの間、宮崎県総合運動公園が霧島酒造と命名権の契約を締結したのに伴い、本球場も「KIRISHIMAひむかスタジアム」の名称となっていた。
2019年12月に霧島酒造に代わり米良電機産業が宮崎県総合運動公園のネーミングライツを獲得したが、愛称に社名を入れず呼称を「ひなたひむかスタジアム」とし、2020年4月より使用されることが発表された。命名権は2020年4月から5年間で、料金は年間3000万円。

## 主なエピソード
- 2000年の巨人春季キャンプ。同年の江藤智加入に伴って、当時の巨人監督である長嶋茂雄は背番号「33」を江藤に譲り、現役時代の「3」に変更した。だがキャンプ序盤から長嶋は羽織っているウインドブレーカーをなかなか脱がず、ファン・報道陣は「3番の披露はいつになるのか」と気を揉んでいた。2月11日、午後から江藤はサブグラウンドで内野特守に臨んだ。ノッカーを務めたのは長嶋。午後2時30分過ぎ、長嶋は「寒いのか? そのうち暖かくなるぞ」と言うや、おもむろにウインドブレーカーを脱いでユニフォーム姿に。現役時代以来、9252日振りに背番号「3」を披露した。その後もノックは続き、長嶋は結局41分間に亘り223球のノックを江藤に浴びせた。江藤はノックを受けた後「これが野球人生の中で一番の思い出になるかもしれない」と話した[要出典]。
- 2011年3月1日、史上初のNPBと大学野球の単独チーム同士の対戦である巨人二軍対中央大学の試合が当球場で行われた[5][6]。日本学生野球憲章が改正されたことにより実施可能となったもの。試合は3-3の引き分け。

## 施設概要
- 両翼92m[1]、中堅122m[1]
- スコアボード：パネル式（バックスクリーン右側）[1]
- ナイター設備なし　放送機材あり
- 両塁側ベンチ裏にロッカールーム
- 両塁側に一基ずつブルペンあり
- 収容：15,000人（内野：座席・ネット裏に屋根あり、外野：芝生席）

## 交通
- JR日南線・運動公園駅より徒歩約10分
- JR宮崎駅バスターミナル5番のりば、宮交シティバスセンター（JR南宮崎駅から徒歩約5分）16～18番のりば、宮崎空港2番バスのりばから
  - 宮崎交通バス「宮崎空港経由 油津駅前・飫肥」行、または「青島・白浜入口」行で「運動公園南口」下車後徒歩約5分
    - 宮崎駅から所要約34～41分、運賃510円。宮交シティから所要19～26分、運賃390円（概ね10～30分おきに運行）
    - 宮崎空港経由は油津・飫肥方面行きのみ。宮崎空港から所要約16分、運賃300円（概ね1時間おきに運行）

  - なお、巨人のキャンプ期間中とプロ野球公式戦等開催の際には、宮崎市内より臨時バス運行あり
- 宮崎自動車道・宮崎インターチェンジから国道220号経由で約10分